# Niederahr
Niederahr ist eine Ortsgemeinde im Westerwaldkreis in Rheinland-Pfalz. Sie gehört der Verbandsgemeinde Wallmerod an.

## Geographie
Die Gemeinde liegt im Westerwald zwischen Montabaur und Hachenburg. Durch den Ort fließt der Ahrbach.

## Geschichte
Niederahr wurde im Jahre 959 erstmals urkundlich erwähnt.
Die Kirche St. Joseph wurde 1870 erbaut. Seit 1901 pfarrt sie nach Oberahr, seit 1916 nach Sainerholz und Ettinghausen.
1525 wird eine erste Mühle am Ort erwähnt, 1564 zwei.
Ursprünglich befand sich im heutigen Gemeindegebiet auch der Ort Mittelahr, der 1490 erstmals erwähnt wurde. Im Verlauf des 19. Jahrhunderts ging dieser aber in Niederahr auf.

## Politik

### Bürgermeister
Jürgen Eulberg wurde am 26. Juni 2019 Ortsbürgermeister von Niederahr. Bei der Direktwahl am 26. Mai 2019 war er mit einem Stimmenanteil von 87,30 % für fünf Jahre gewählt worden. Er wurde im Juni 2024 wiedergewählt.
Eulbergs Vorgänger Hermann Girhard hatte das Amt 15 Jahre ausgeübt.

### Wappen
| Wappen von Niederahr | Blasonierung: „Spätgotischer Rundschild. schräglinks geteilt durch eine viermal gewellte silberne Leiste, oben in Blau wachsend ein goldener rot bewehrter Löwe ein silbernes Zahnrad haltend, unten in Blau schräglinks ein goldener Tongräberspaten.“ |
| Wappen von Niederahr | Wappenbegründung: Im Ortswappen ist der namensgebende Ahrbach mit der Teilung durch die gewellte silberne Leiste symbolisiert. Der blaue Hintergrund und der goldene Löwe wie Tonspaten erinnern an das Blau-Gold des Adelsgeschlechts Haus Nassau, den ehemaligen Landesherren. Für die ansässige Metallindustrie steht das vom Löwe gehaltene Zahnrad. Der Tonabbau im Ort wird durch den Tonspaten dargestellt. |

## Wirtschaft und Infrastruktur

### Verkehr
- Direkt durch den Ort verlief bis 2016 die Bundesstraße 255, die Montabaur und Rennerod verbindet. Seit November 2016 führt die B 255 auf einer Umgehungsstraße um den Ort, die durch einen Planungsfehler überregional Schlagzeilen machte: Der Pfeiler einer von der Deutschen Bahn erbauten Eisenbahnbrücke ragt in die Fahrbahn, so dass statt der geplanten drei Fahrspuren nur zwei verwirklicht werden konnten.
- Die nächste Autobahnanschlussstelle ist Montabaur an der Bundesautobahn 3 (Köln–Frankfurt am Main), etwa fünf Kilometer entfernt.
- Der Bahnhof Montabaur an der Schnellfahrstrecke Köln–Rhein/Main sowie der Unterwesterwaldbahn bietet Anschluss an den Fernverkehr in Richtung Frankfurt und Köln sowie zur RB29 (Limburg (Lahn) – Diez Ost – Elz Süd – Montabaur – Wirges – Siershahn).
- Niederahr liegt an der Bahnstrecke Herborn–Montabaur, auf dieser Bahnstrecke findet jedoch nur Güterverkehr zwischen Montabaur und Wallmerod sowie Ausflugsverkehr mit Draisinen zwischen Westerburg und Rennerod statt.

### Ansässige Unternehmen
GEA Westfalia Separator fertigt im Werk Niederahr Dekanter.